# Lungs (opera teatrale)
Lungs è un'opera teatrale del drammaturgo britannico Duncan Macmillan, portata al debutto a Washington nel 2011.

## Trama
M (Man) e W (Woman) sono una giovane coppia che contempla la possibilità di avere un figlio. Dopo essersi chiesti se sia giusto portare al mondo un bambino in un momento storico caratterizzato da incertezze politiche, economiche ed ambientali, i due decidono di provare a diventare genitori. W resta incinta con grande gioia di entrambi, anche se presto i due cominciano a dubitare delle loro capacità di essere bravi genitori, per quanto ognuno dei due sia convinto che il partner o la partner sarà un ottimo padre o madre. A metà della gravidanza W ha un aborto spontaneo e perde il bambino, sprofondando in una profonda depressione. Chiudendosi in se stessa, W tiene lontano M per qualche giorno, durante i quali l'uomo bacia una collega in un momento di debolezza. Quando lo confessa alla compagna, W è furiosa e i due finiscono per lasciarsi.
Sono passati sei mesi e W e M si incontrano per un caffè. Entrambi hanno perso un genitore nel frattempo e, mentre W è rimasta da sola, M ha avuto rapporti con diverse donne (tra cui la collega) ed è ora impegnato in una relazione. I due fanno sesso e W si sente nuovamente felice per la prima volta dopo mesi, ma la sua gioia ha durata breve e caccia M quando scopre che la relazione del suo ex è talmente seria che lui e la fidanzata di sposeranno a breve. Tuttavia poche settimane dopo W è costretta a contattare M perché è rimasta incinta dal loro rapporto. I due discutono sul da farsi, si accorgono di essere ancora innamorati e decidono di sposarsi. M lascia la fidanzata a poche settimane dal matrimonio e torna con W, che dà alla luce un bambino. In un rapido susseguirsi di brevi prolessi, il futuro di W ed M si dipana: i due sono una coppia felice, hanno uno splendido matrimonio e assistono con gioia al primo giorno di scuola del figlio, alla sua laurea, al suo matrimonio. Vent'anni dopo W rincuora M che sta per essere operato al cuore, ma il marito non sopravvive all'intervento chirurgico. Rimasta sola, l'anziana W visita la tomba del marito, addolorata ma felice di aver avuto una vera e profonda relazione in un mondo che si accinge sempre più velocemente alla propria rovina.

## Storia delle rappresentazioni
Lungs debuttò allo Studio Theatre di Washington nell'ottobre 2011, con la regia di Aaron Posner e Ryan King e Brooke Bloom nei ruoli dei due protagonisti. Nello stesso mese la pièce fece il suo debutto sulle scene inglesi in un allestimento del Crucible Theatre di Sheffield diretto da Richard Wilson con Alistair Cope (M) e Kate O'Flynn (W). La prima italiana dell'opera avvenne al Teatro Due di Parma il 20 novembre 2013 per la regia di Massimiliano Farau e con Sara Putignano e Davide Gagliardini nel ruolo dei due giovani. Nel marzo del 2019 un nuovo allestimento italiano è andato in scena al Teatro Delfino di Milano, con Federico Zanandrea nel duplice ruolo di regista e interprete di M e Francesca Fioretti nel ruolo di W.
Nel 2019 Matthew Warchus ha diretto un nuovo allestimento di Lungs all'Old Vic di Londra, con Matt Smith nel ruolo di M e Claire Foy in quello di W. La produzione, accolta positivamente dalla critica, avrebbe dovuto essere riproposta alla Brooklyn Academy of Music nella primavera del 2020, ma le rappresentazioni sono state cancellate in seguito alla chiusura dei teatri dovuta alla Pandemia di COVID-19 del 2019-2021. In compenso, Smith e la Foy sono tornati a ricoprire i ruoli di M e F in una serie di rappresentazioni trasmesse online in diretta dall'Old Vic nel giugno 2020, in cui i due attori hanno recitato la pièce senza il pubblico in sala e con una regia rivisitata affinché i due rispettassero il distanziamento sociale imposto dal lockdown.